# Cicurina caliga
Cicurina caliga là một loài nhện trong họ Dictynidae.
Loài này thuộc chi Cicurina. Cicurina caliga được miêu tả năm 2001 bởi Cokendolpher & Reddell.